# Kapčiamiestis
Kapčiamiestis község Alytus megyében, Litvániában, a Baltoji Ančia és a Nieda folyókhoz közel. A község történelme egészen a 16. századig nyúlik vissza, amikor egy major létesült a területen. 1777-ben iskolát alapítottak a községben. A falu temetőjében helyezték örök nyugalomra a lengyel és litván nemzeti hőst, Emilia Platert, 1831-ben. Kapčiamiestis a második világháború alatt elpusztult, miután a legtöbb épület megsemmisült.

## Demográfia
| \| Év \| Lakosság \| \| ---- \| -------- \| \| 1827 \| 176 \| \| 1883 \| 925 \| \| 1923 \| 835 \| \| 1959 \| 828 \| \| 1979 \| 744 \| \| 1989 \| 719 \| \| 2001 \| 691 \| \| 2005 \| 727 \| |          |
| Év | Lakosság |
| 1827 | 176      |
| 1883 | 925      |
| 1923 | 835      |
| 1959 | 828      |
| 1979 | 744      |
| 1989 | 719      |
| 2001 | 691      |
| 2005 | 727      |